# Mammea
Mammea es un género de plantas perteneciente a la familia Calophyllaceae. El género comprende unas 50 especies, Sus miembros son árboles de hojas perennes y tienen esfrutas  comestibles de una sola semilla. Las flores son polígamas, tienen de 4 a 6 pétalos. El fruto es una drupa indehiscente  con un 1 a 4 semillas. Las hojas son rígidas y coriáceas.
Una especie (Mammea americana) se encuentra en zonas tropicales de América y las Indias Occidentales , una especie en África tropical , 20 en Madagascar y 27 en Indomalaya y el Pacífico.

## Taxonomía
El género fue descrito por Carlos Linneo y publicado en Species Plantarum 1: 512. 1753. La especie tipo es: Mammea americana L. 

## Especies del géneroMammea
| Mammea americana - Mammea africana - Mammea asiatica - Mammea cerera - Mammea coumarins - Mammea emarginata - Mammea grandifolia - Mammea immansueta - Mammea longifolia - Mammea malayana | - Mammea novoguineensis - Mammea odorata – - Mammea papuana - Mammea papyracea - Mammea siamensis - Mammea suriga - Mammea timorensis - Mammea touriga - Mammea usambarensis - Mammea veimauriensis |